# Bernard Courtois
Bernard Courtois (ur. 8 lutego 1777 w Dijon, zm. 27 września 1838 w Paryżu) – francuski przemysłowiec i chemik, właściciel wytwórni saletry w Paryżu. W roku 1811, w trakcie prac na produkcją potażu, odkrył jod, wydzielając go przypadkowo podczas przerobu popiołu z wodorostów.